# イガタマキビ
イガタマキビ  Tectarius coronatus は、タマキビ科 Littorinidae に属する巻貝である。貝殻は円錐形で約4cm以下。殻の螺層には突起が並んだ褐色ないし淡い橙色の4列の螺肋がめぐらされる。殻口に臍や水管溝は無い。内壁には螺脈がめぐらされる。フィリピンなど熱帯西太平洋の島嶼の石灰岩の海岸の潮間帯上の岩礁で見られる。オスとメスが交尾したのち、受精して育った卵嚢が海へ放出される。イガタマキビ属の中で太平洋の孤島に棲む小型の種には卵胎生のものがある。